# Jüdischer Friedhof Pesch

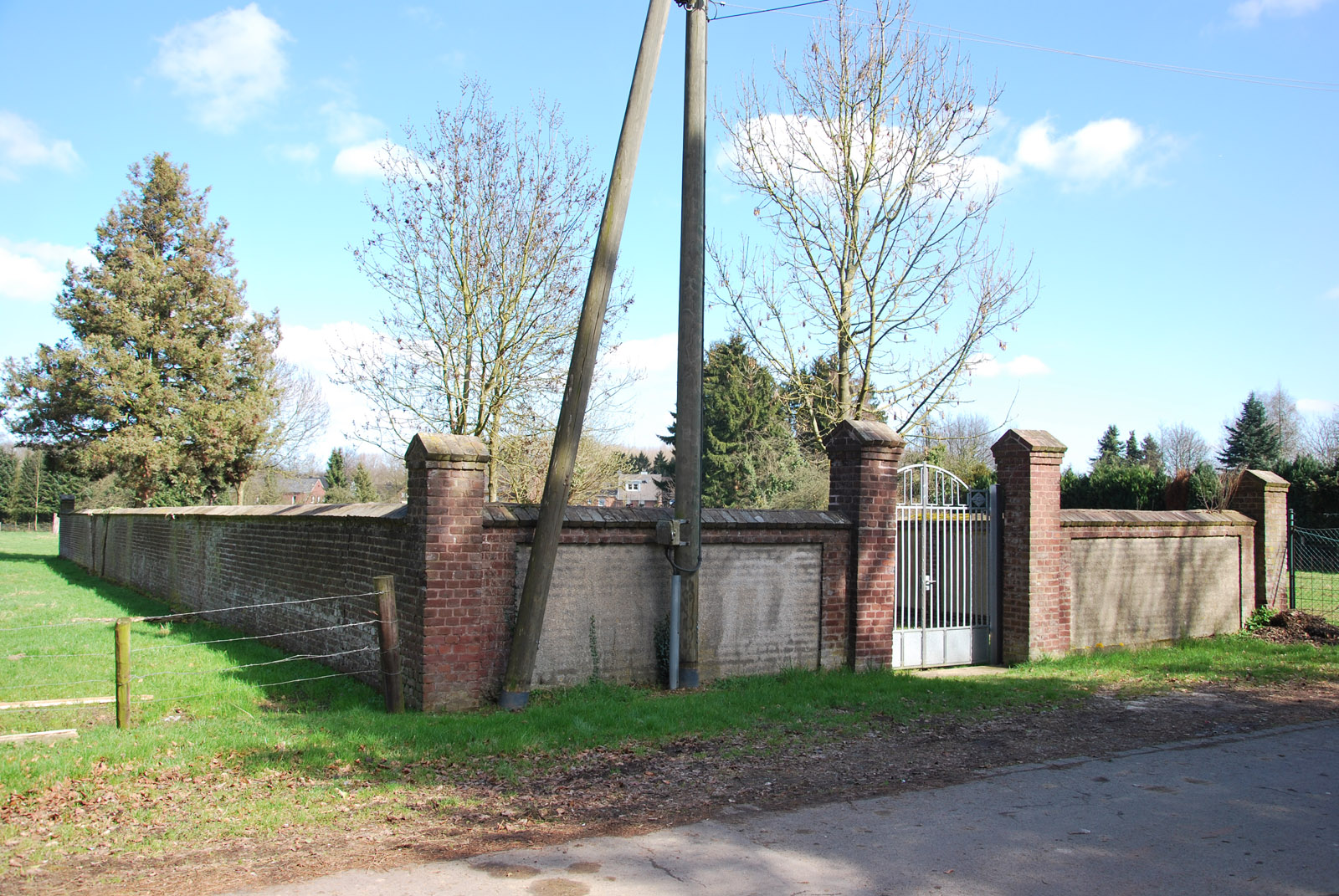
Jüdischer Friedhof Pesch (Korschenbroich)

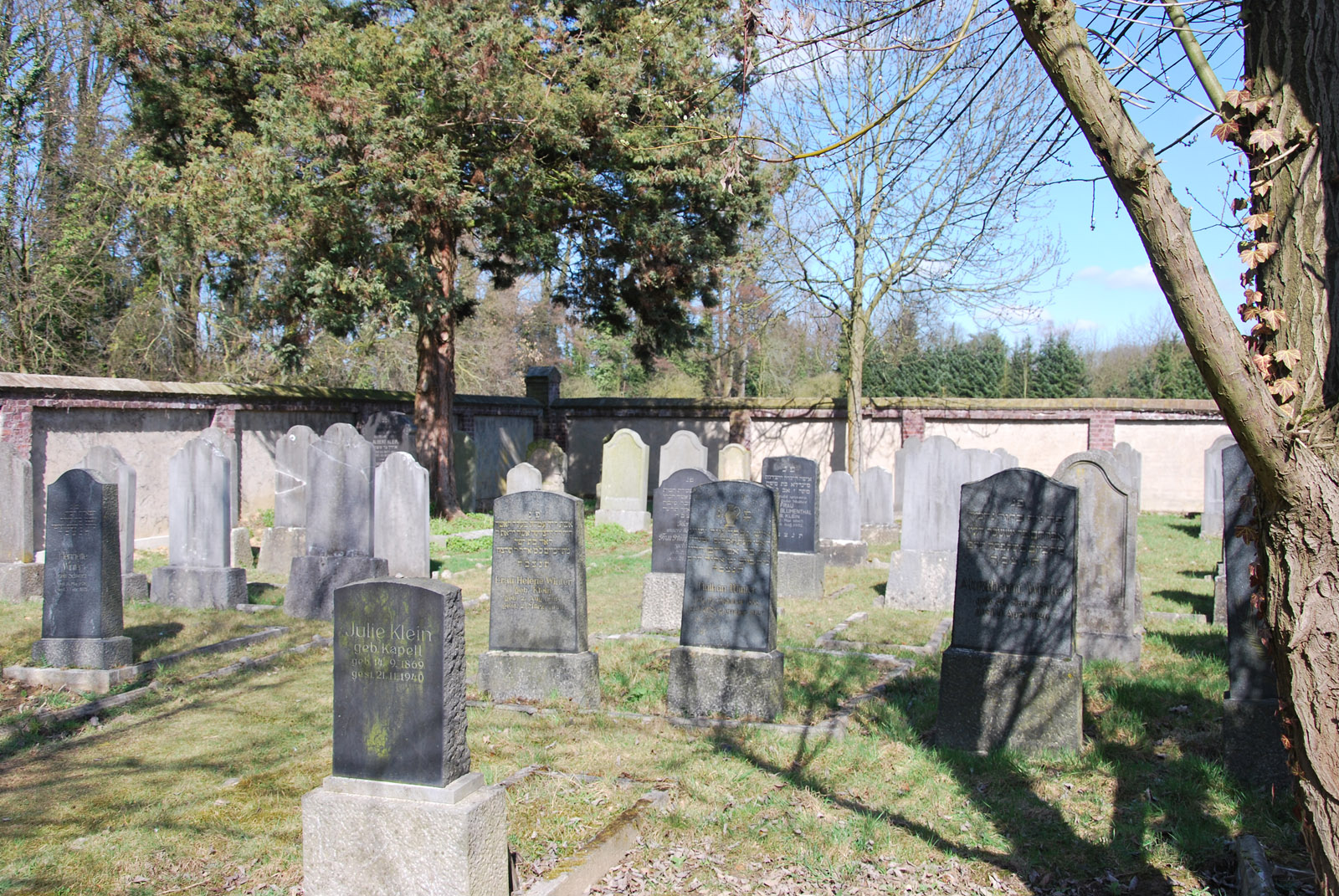
Jüdischer Friedhof Pesch Innenansicht

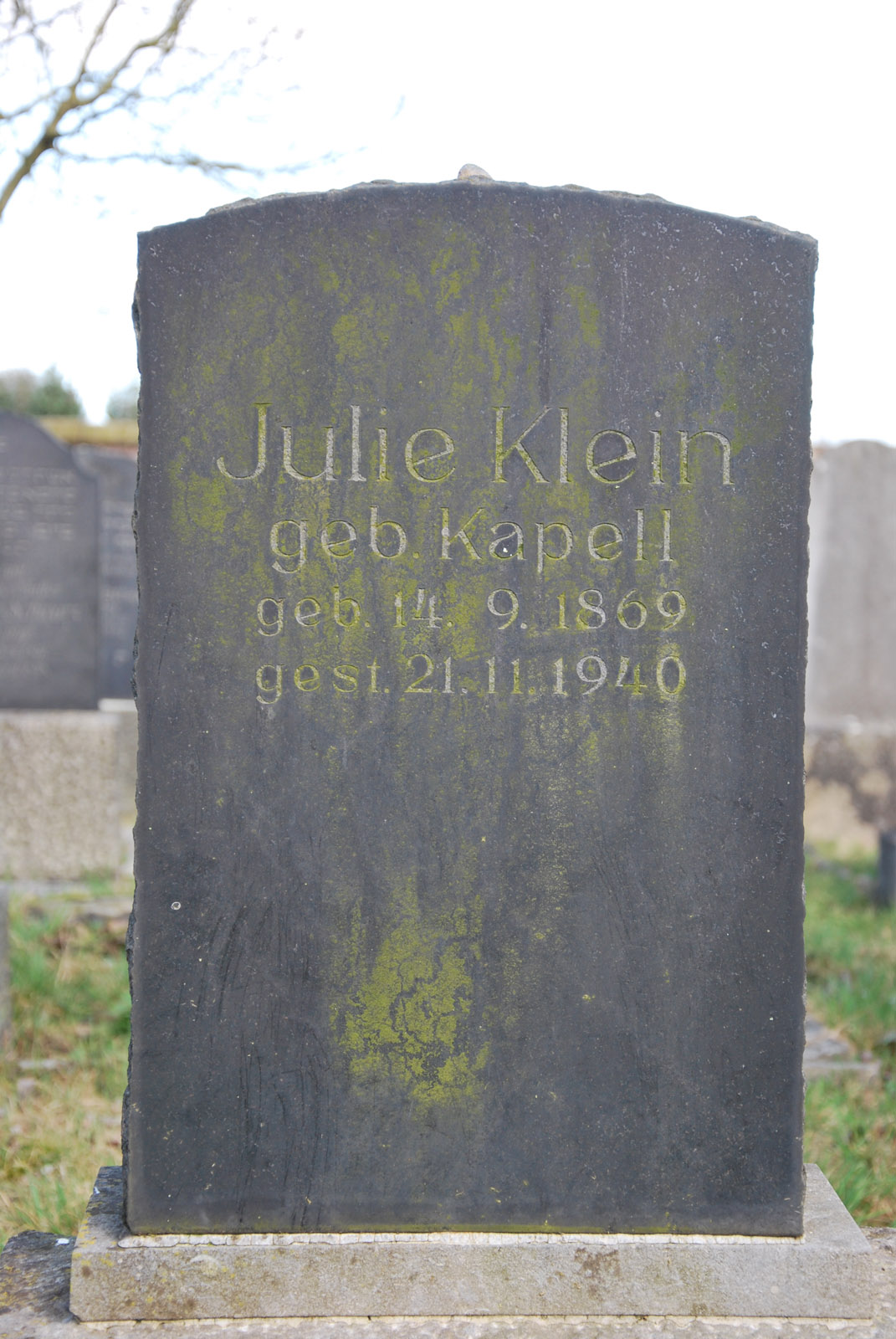
Grabstein der letzten Bestattung von 1940 auf dem jüdischen Friedhof Donatusstraße

Der Jüdische Friedhof Pesch liegt am Ende der Donatusstraße im Korschenbroicher Stadtteil Pesch. Er  befindet sich im Besitz des Landesverbandes der Jüdischen Gemeinden von Nordrhein und steht seit dem 17. September 1985 auf der Liste der Baudenkmäler in Korschenbroich.
Der Friedhof ist durch eine hohe Ziegelsteinmauer und ein verschlossenes Eisentor abgegrenzt. Auf der Friedhofsfläche von 560 m² befinden sich alle Gräber im hinteren Bereich. Die Beerdigungen sind von hinten nach vorne chronologisch durchgeführt worden. Die meisten Grabsteine sind aus Granit, zwei Grabsteine sind aus Sandstein. Die freie Fläche auf dem Friedhof würde noch Platz für etwa weitere 50 Gräber bieten. Die letzte Beerdigung fand 1940 statt.

## Geschichte

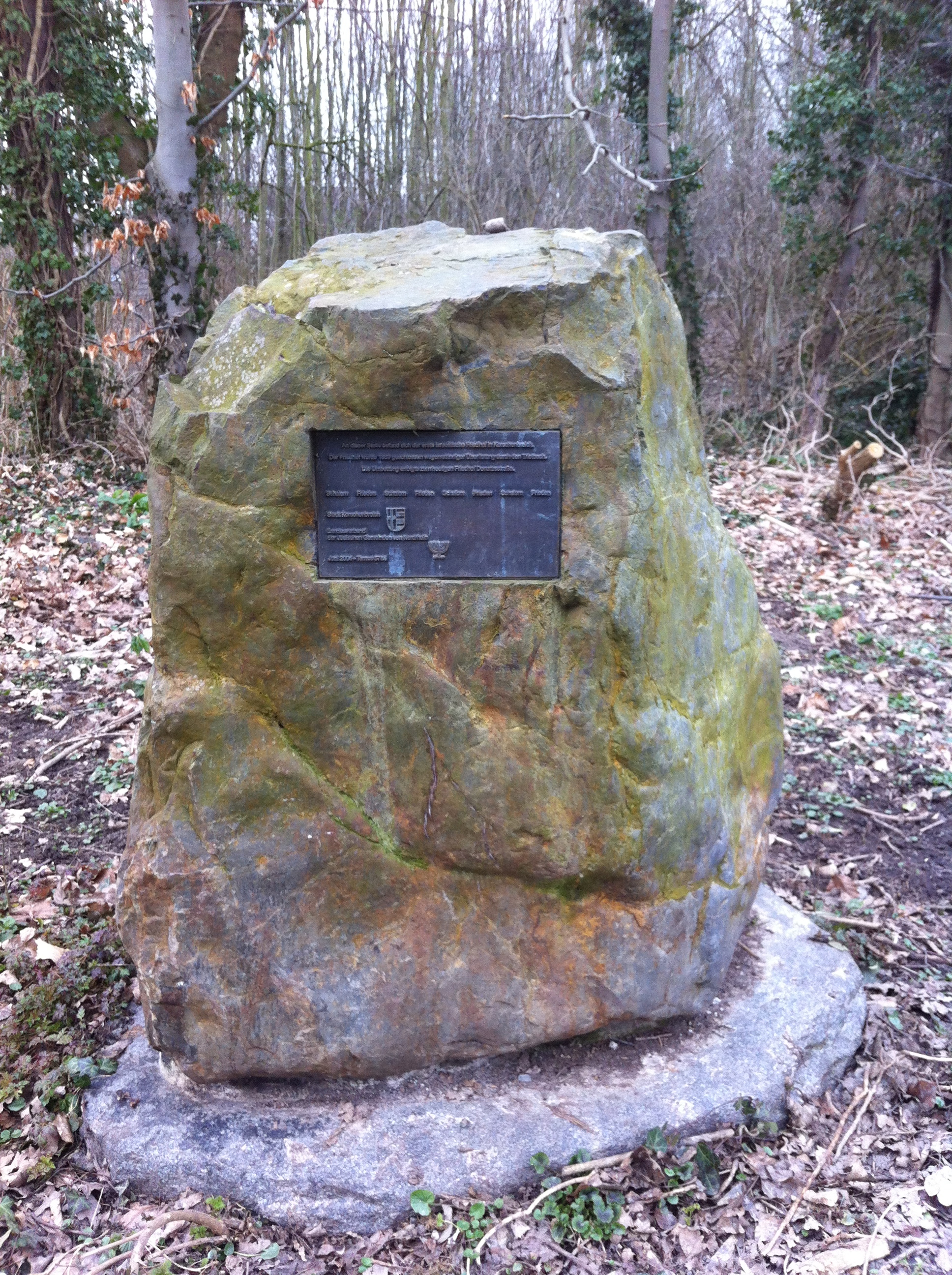
Gedenkstein für den Vorgängerfriedhof in der Trietbachniederung

In der Trietbachniederung – nur wenige Meter vom heutigen Friedhof entfernt – gab es in der zweiten Hälfte des 19. Jahrhunderts einen jüdischen Vorgängerfriedhof. Wegen Hochwassers und Grundwassers waren allerdings immer mehr Grabstätten gefährdet, sodass er nicht weiter benutzt werden konnte. Schon 1883 waren Bestattungen dort wegen Hochwassers schwierig geworden, weiß das Stadtarchiv zu berichten. Weil es nach jüdischem Ritus nicht gestattet war, das Gelände zu erhöhen, wurde beschlossen, den Friedhof zu verlegen. Daher bat die Jüdische Gemeinde Korschenbroich die Regierung in Düsseldorf 1884 um die Genehmigung, einen neuen Friedhof anzulegen. Im Oktober 1884 wurde der Antrag auf Anlage eines neuen Begräbnisplatzes in der Donatusstraße genehmigt.
Lange Zeit war der alte Friedhof in der Trietbachniederung in Vergessenheit geraten. Am 8. September 2004 wurde durch den Heimatverein Korschenbroich auf dem Gelände des alten Friedhofs ein Gedenkstein aufgestellt. Die Inschrift auf dem Stein lautet: „An dieser Stelle befand sich der erste israelitische Friedhof in Korschenbroich. Der Friedhof wurde 1889 geschlossen wegen ständiger Überflutung durch den Trietbach. Die Umbettung erfolgte zum heutigen Friedhof Donatusstraße. Schalom. Frieden. Stadt Korschenbroich. Landesverband der Jüdischen Gemeinden von Nordrhein. Juni 2004 – Tamus 5764.“
Der Friedhof Donatusstraße wurde offiziell 1889 angelegt und eingeweiht. Es befinden sich insgesamt 45 Grabstätten mit 44 Grabsteinen auf dem Friedhof. Die Grabsteine sind teilweise stark verwittert. Der älteste lesbare Grabstein ist von 1885. Es ist unklar, wann genau der Friedhof in Betrieb genommen wurde. Nach der Überlieferung soll bereits 1886 das erste Grab angelegt worden sein. Es ist aber auch möglich, dass die drei ältesten Grabsteine von 1885, 1886 und 1887 vom alten Friedhof in der Trietbachniederung umgebettet worden sind.
In der Zeit des Nationalsozialismus blieben die Grabstätten weitgehend von Zerstörungen und Schändungen verschont. Die letzte Beerdigung fand 1940 statt (Julia Klein, geb. Kapell).
Eine Jugendgruppe hat im Juli 2003 zahlreiche Grabsteine gereinigt und instand gesetzt.
Bei einem Friedhofsbesuch im August 2008, an dem auch der Bischof von Aachen Heinrich Mussinghoff teilnahm, war der Friedhof stark zugewachsen. Daraufhin wurde vom Landesverband der Jüdischen Gemeinden von Nordrhein angeregt, den Friedhof wieder in einen würdigen Zustand zu versetzen. Mitglieder einer katholischen Jugendgruppe und der Jungen Union Korschenbroich erklärten sich bereit, den Friedhof zusammen mit dem Betriebshof der Stadt Korschenbroich in Stand zu setzen. So wurden im Herbst 2008 Sträucher und Büsche zurückgeschnitten, der Bewuchs der Mauer entfernt und Grabsteine wieder sichtbar und lesbar gemacht.
2011 wurde die Friedhofsmauer zurückhaltend und bestandsichernd von der Stadt Korschenbroich restauriert. Die Kosten hierfür wurden mit etwa 10.000 Euro veranschlagt.